# Demirsoyus salmani
Demirsoyus salmani is een rechtvleugelig insect uit de familie veldsprinkhanen (Acrididae). De wetenschappelijke naam van deze soort is voor het eerst geldig gepubliceerd in 2004 door Sirin & Çiplak.